# 九老爺
九老爺，是台灣雲林縣斗六市的一個傳統地域名稱，位於該市西部偏南。相較於今日行政區，其範圍大致包括久安里不含東北部及東南部凸出部分外圍及西北端及西南端、長平里西南端，以及斗南鎮的東明里東北部凸出部分的南半部。

## 歷史
台灣清治末期至日治初期，九老爺地區為一街庄，稱為「九老爺庄」，隸屬於斗六堡。該庄北北西與大北勢庄為鄰，東北東與保長廍庄、大潭庄為鄰，南南東邊為溝仔垻庄，西南西邊為新庄，西北邊一小段與田頭庄為界。
1901年（日治明治三十四年）11月，全台廢縣廳改設二十廳，該庄隸屬於斗六廳。1903年（明治三十六年）6月，該庄編入「斗六區」，隸屬於斗六廳。1909年（明治四十二年）10月，合併二十廳為十二廳，斗六區改隸屬於嘉義廳。1920年（大正九年），全台地方制度大改正，廢十二廳改設五州二廳，該庄改制為「九老爺」大字，隸屬於臺南州斗六郡斗六街。
戰後斗六街改制為斗六鎮，隸屬於臺南縣，大字亦改制為里。1946年8月，斗六、林內分治，本地區仍隸屬斗六鎮。1950年10月，雲、嘉、南分治，斗六鎮改隸屬雲林縣。1981年，斗六鎮升格為縣轄斗六市。

## 聚落
本地區發展較早的聚落有鳥松竹圍、九老爺、管事厝、深圳崙等，在日治期初期的官方地圖上已有記載。

## 交通
台鐵縱貫線是台灣西部南北鐵路幹線，大致以東北微東—西南微西走向經過九老爺地區北部邊界地帶。東北側最近的車站是斗六車站，屬一等站，除部分普悠瑪號、自強號外，其餘列車皆停靠；西南側最近的是斗南車站，屬二等站，停靠部分自強號及全部的莒光號及區間車。由此等可前往台鐵沿線各站。
省道台78線即「東西向快速公路－台西古坑線」，是雲林縣境內的東西向快速公路，大致以西南西—東北東走向繞大彎轉西微北—東微南走向再繞大彎轉西南西—東北東走向經過本地區南部邊界外不遠處。西側最近的是省道台1線交會處的斗南交流道，東側最近的是省道台3線交會處的古坑交流道。由此等向西南西可前往虎尾南部、土庫、元長北部、東勢、台西等地；向東南東可前往高厝林子頭的東側端點（古坑端）並止於國道3號古坑系統交流道。
省道台1丁線（雲林路三段）是莿桐經斗六至斗南的幹道，大致以東北微東—西南微西走向經過本地區北部邊界地帶，並位於鐵路南側。由該道路向東北微北轉東北經斗六市中心轉西北再轉北北西可前往保長廍東北部、竹圍子西南端、大埔尾、樹子腳西南端、莿桐市區南側並止於省道台1線路口；向西南微西可前往新庄並止於其西部邊界地帶的省道台1線另一路口（斗南市區北郊）。
省道台3線（中山路、仁義路、無名道路、龍潭南路、仁義路）俗稱「內山公路」，是臺北至屏東的幹道，大致以北向南轉東北—西南走向繞大彎轉北向南再繞大彎轉西北—東南走向再轉北北東—南南西走向經過本地區東部邊界外不遠處。由該道路向北轉東北東繞大彎轉北北東再轉東北微東繞經斗六市區東南側可前往國道3號斗六交流道、林內、竹山、名間等地；向南南西轉南南東可前往省道台78線（東西向快速公路－台西古坑線）斗六交流道、古坑、梅山、竹崎、番路西部等地。
鄉道雲81線（久安路、久安南路）是甲六埤至瓦厝仔的道路，大致以北北西—南南東走向由本地區北部邊界中央地帶經鐵路平交道入境後，經省道台1丁線路口後蜿蜒而行，經九老爺聚落後續行以至出境。由該道路向北北西可前往大北勢並止於鄉道雲78線路口（甲六埤聚落西南西郊）；向南南東可前往溝子垻地區西部的瓦厝子聚落並止於鄉道雲82線路口。
鄉道雲193線（永興路）是管士厝至古坑（實際終點位於水碓與古坑之間）的道路，大致以北北東—南南西走向轉北向南轉西北—東南走向經過本地區東部的管士厝、深圳崙等聚落。由該道路向北北東可前往大潭西端、保長廍地區西南端並止於省道台1丁線路口；向東南可前往溝子壩、水碓地區中部偏西南並止於縣道154乙線路口。

## 學校
- 久安國小